# Esgrima en los Juegos Suramericanos de 2010

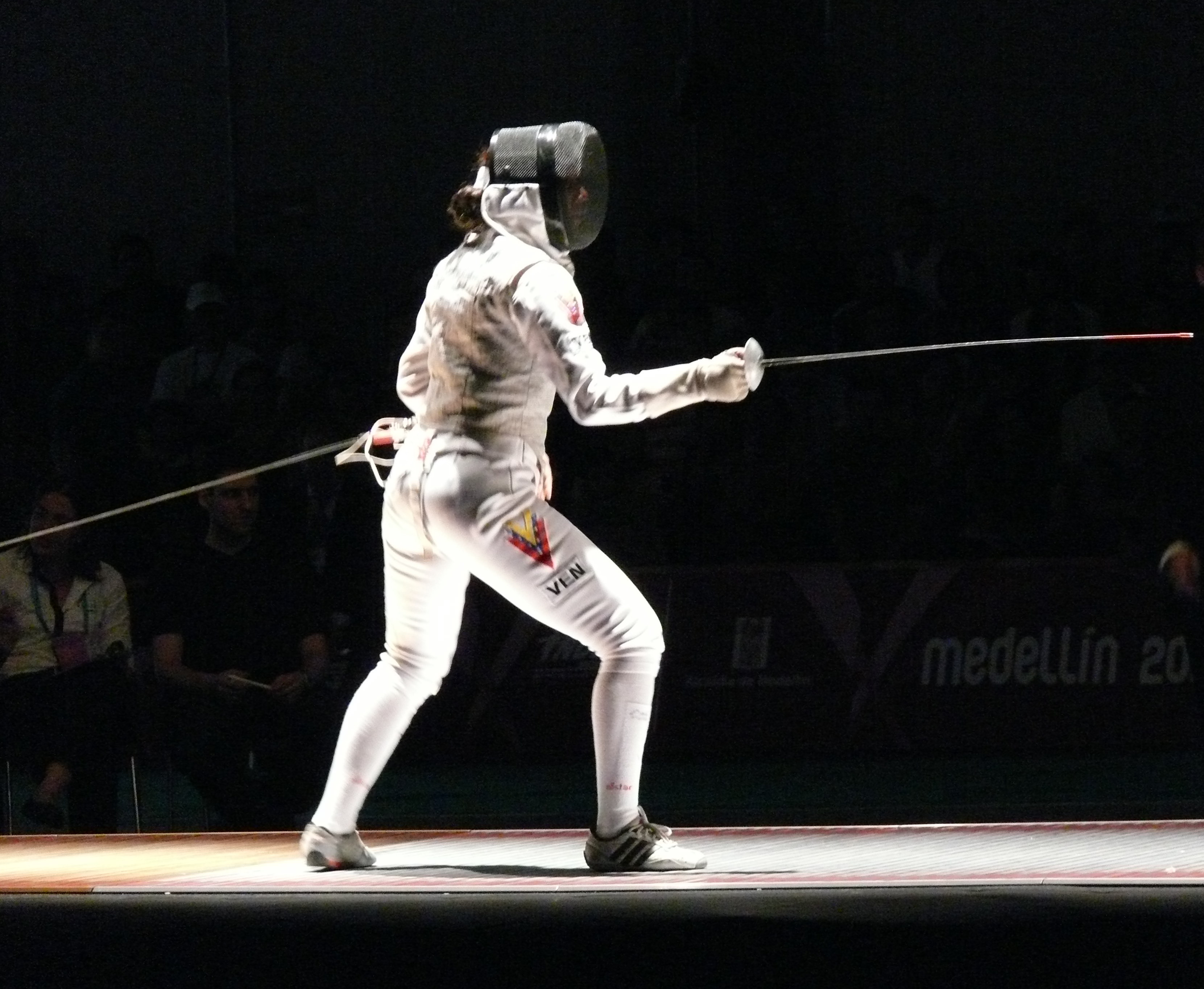
Esgrimidor venezolano en las competiciones en los Juegos Suramericanos de 2010.

Se detallan los resultados de las competiciones deportivas para la especialidad de Esgrima
en los IX Juegos Suramericanos.

## Esgrima
El campeón de la especialidad Esgrima fue  Venezuela.

### Medallero
Los resultados del medallero por información de la Organización de los Juegos Medellín 2010
fueron:
| Evento                   | Oro                                                                                  | Plata                                                                                | Bronce                                                                              |
| ------------------------ | ------------------------------------------------------------------------------------ | ------------------------------------------------------------------------------------ | ----------------------------------------------------------------------------------- |
| Masculinos               |                                                                                      |                                                                                      |                                                                                     |
| Men's individual épée    | Rubén Limardo · Venezuela                                                            | José Félix Domínguez Argentina                                                       | Paris Inostroza · Chile · Silvio Fernández · Venezuela                              |
| Men's team épée          | Silvio Fernández · Francisco Limardo · Rubén Limardo · Wolfgang Mejias · Venezuela   | Paris Inostroza · Luis Samuel Briones · Rolf Alegría · Chile                         | Lucio Goldani · Richard Grunhauser · Athos Schwantes · João Souza · Brasil          |
| Men's individual foil    | Carlos Rodríguez · Venezuela                                                         | Felipe Saucedo Argentina                                                             | Heitor Shimbo · Brasil · Antonio Leal · Venezuela                                   |
| Men's team foil          | João Souza · Heitor Shimbo · Fernando Scavasin · Marcos Cardoso · Brasil             | Felipe Zamora · Aníbal Zamora · Ruben Quinteros · Pablo Cornejo · Chile              | Felipe Saucedo Alberto Viaggio Ezequiel Navas Federico Muller Argentina             |
| Men's individual sabre   | Renzo Agresta · Brasil                                                               | Alexander Achten Argentina                                                           | Carlos Bravo · Venezuela · Eliezer Rincones · Venezuela                             |
| Men's team sabre         | Carlos Bravo · Eliezer Rincones · Mayerwing Rondon · José Sequera · Venezuela        | Alexander Achten Ricardo Bustamante Guido Mulero Alberto Ghersi Argentina            | Renzo Agresta · Tywilliam Guzenski · William Zeytounlian · Marcos Cardoso · Brasil  |
| Femeninos                |                                                                                      |                                                                                      |                                                                                     |
| Women's individual épée  | Ángela María Toro · Colombia                                                         | Cleia Guilhon · Brasil                                                               | Laskmi Lozano · Colombia · María Luisa Calderón · Perú                              |
| Women's team épée        | Ana Maria Castrillon · Angela Maria Toro · Laskmi Lozano · Diana Quevedo · Colombia  | Camila Barbosa · Silvia Rothfeld · Cleia Guilhon · Rayssa Costa · Brasil             | Eliana Lugo · María Gabriela Martínez · Karilin Rojas · Dayana Martínez · Venezuela |
| Women's individual foil  | Mariana González · Venezuela                                                         | Yulitza Suárez · Venezuela                                                           | Alejandra Andrea Carbone · Argentina · Barbara Azua · Chile                         |
| Women's team foil        | Yulitza Suárez · Marianny Rincones · Mariana González · Johana Fuenmayor · Venezuela | Paula Quinteros · Barbara Azua · Alejandra Gomez · Chile                             | Alejandra Carbone Flavia Mormandi Carla Damico Argentina                            |
| Women's individual sabre | Alejandra Benítez · Venezuela                                                        | Estefania Berninsone Argentina                                                       | Maria Belen Maurice · Argentina · Nulexis González · Venezuela                      |
| Women's team sabre       | Alejandra Benítez · Maria Blanco · Grisel Daly · Nulexis González · Venezuela        | Adriana Cohen Maria Andrea Pájaro Estefania Berninsone Maria Belen Maurice Argentina | Denise Fried · Karina Lakerbai · Clarissa Osorio · Brasil                           |

#### Medallero total
País anfitrión en negrilla. La tabla se encuentra ordenada por la cantidad de medallas de oro
| Núm.  | País      | Oro | Plata | Bronce | Total | Orden por Total |
| ----- | --------- | --- | ----- | ------ | ----- | --------------- |
| 1     | Venezuela | 8   | 1     | 6      | 15    | 1               |
| 2     | Brasil    | 2   | 2     | 4      | 8     | 3               |
| 3     | Colombia  | 2   | 0     | 1      | 3     | 5               |
| 4     | Argentina | 0   | 6     | 4      | 10    | 2               |
| 5     | Chile     | 0   | 3     | 2      | 5     | 4               |
| 6     | Perú      | 0   | 0     | 1      | 1     | 6               |
| TOTAL | TOTAL     | 12  | 12    | 18     | 42    |                 |

Fuente: Organización de los IX Juegos Suramericanos Medellín 2010

#### Medallero por género
País anfitrión en negrilla. La tabla se encuentra ordenada por la cantidad de medallas de oro
| Clasificación por Oro | País      | Hombres | Hombres | Hombres | Hombres | Mujeres | Mujeres | Mujeres | Mujeres | Mixtos | Mixtos | Mixtos | Mixtos | TOTAL | Clasificación por Total |
| Clasificación por Oro | País      |         |         |         | Total   |         |         |         | Total   |        |        |        | Total  | TOTAL | Clasificación por Total |
| 1                     | Venezuela | 4       | 0       | 4       | 8       | 4       | 1       | 2       | 7       | 0      | 0      | 0      | 0      | 15    | 1                       |
| 2                     | Brasil    | 2       | 0       | 3       | 5       | 0       | 2       | 1       | 3       | 0      | 0      | 0      | 0      | 8     | 3                       |
| 3                     | Colombia  | 0       | 0       | 0       | 0       | 2       | 0       | 1       | 3       | 0      | 0      | 0      | 0      | 3     | 5                       |
| 4                     | Argentina | 0       | 4       | 1       | 5       | 0       | 2       | 3       | 5       | 0      | 0      | 0      | 0      | 10    | 2                       |
| 5                     | Chile     | 0       | 2       | 1       | 3       | 0       | 1       | 1       | 2       | 0      | 0      | 0      | 0      | 5     | 4                       |
| 6                     | Perú      | 0       | 0       | 0       | 0       | 0       | 0       | 1       | 1       | 0      | 0      | 0      | 0      | 1     | 6                       |
| TOTAL                 | TOTAL     | 6       | 6       | 9       | 21      | 6       | 6       | 9       | 21      | 0      | 0      | 0      | 0      | 42    |                         |

Fuente: Organización de los IX Juegos Suramericanos Medellín 2010